# Bandera de Washington
La Bandera del estado de Washington es de color verde, con el escudo del estado en el centro. Fue diseñada en 1923. Es el único estado de los EE. UU. que cuenta con un pabellón con un campo de verde, así como el único estado con un pabellón con la imagen de un presidente estadounidense, en este caso, George Washington. El Secretario de Estado regula el protocolo de bandera relacionado con la bandera del estado, y también aprueba las banderas de réplica para la venta comercial y otras normas relacionadas con la bandera.

## Historia
El diseño fue aprobado en 1923, ya que Washington no contaba con bandera oficial, a principios del siglo XX los residentes del estado de Washington hicieron ondear la bandera azul militar con el perfil del presidente de Estados Unidos en oro. Más tarde, las banderas oficiales fueron similares a la actual, pero va a contar con el sello del estado en oro sobre un campo verde o púrpura.
En el 2001, la NAVA realizó una encuesta entre sus miembros sobre los diseños de 72 banderas de estados, provincias y territorios de entre los EE. UU. y Canadá. La encuesta posicionó a la bandera de Washington en el puesto número 47 de entre los 72 participantes.

## Reproducción
Debido a que el escudo debe ser cosido en ambos lados, la bandera es muy costosa. 
De acuerdo con la ley estatal (RCW 1.20.010), "La bandera oficial del estado de Washington deberá ser de color verde oscuro o seda bunting y llevará en su centro una reproducción del escudo del estado de Washington bordado, impreso, pintado o sellada al respecto. Los bordes de la bandera pueden, o no, ser rodeados. Si una franja se utiliza la misma será de oro o color amarillo de la misma sombra como el sello. Las dimensiones de la bandera puede variar."